# Ferruccio Biancini
Ferruccio Biancini (Pomponesco, 18 agosto 1890 – Roma, 19 marzo 1955) è stato un attore, regista, sceneggiatore e produttore cinematografico italiano.

## Biografia
All'età di vent'anni si trasferì a Parigi, dove trovò lavoro come selezionatore di soggetti per alcune case produttrici cinematografiche, e in seguito esordì come attore in piccoli ruoli in dei film della Pathé, Gaumont ed Éclair.
Fece ritorno in Italia alla vigilia degli anni venti come interprete del film Capitan Fracassa (1919), e poi di altre pellicole come Teodora (1922), Gli ultimi giorni di Pompei (1926) e Garibaldi e suoi tempi (1926).
Biancini fu attore di livello internazionale, lavorò infatti anche negli Stati Uniti, e soprattutto in Germania, dove a partire dagli anni trenta e con l'avvento del sonoro, si dedicò a fare il regista, lo sceneggiatore e il produttore.
Nuovamente in Italia, fu produttore - per diverse case cinematografiche - di un discreto numero di film fino agli anni cinquanta, il primo dei quali fu Il signor Max del 1937.
Nel 1950 ebbe una piccola parte nel film tedesco Hochzeitsnacht im Paradies diretto da Géza von Bolváry.

## Filmografia parziale

### Attore
- Capitan Fracassa, regia di Mario Caserini (1919)
- Il Trust degli smeraldi, regia di Francesco Rocco di Santamaria (1920)
- L'ombra implacabile, regia di Francesco Rocco di Santamaria (1920)
- L'ombra, regia di Roberto Roberti (1920)
- L'affresco di Pompei, regia di Edmond Épardaud (1920)
- Teodora, regia di Leopoldo Carlucci (1922)
- The White Sister, regia di Henry King (1923)
- Gli ultimi giorni di Pompei, regia di Carmine Gallone e Amleto Palermi (1926)
- Garibaldi e i suoi tempi, regia di Silvio Laurenti Rosa (1925)
- Hochzeitsnacht im Paradies, regia di Géza von Bolváry (1950)

### Regista
- Rapsodia ungherese (1922) - regia e interpretazione
- Una notte con te (1932) - co-regia con Emmerich Wojtek Emo
- La provincialina (1934) - co-regia con Carl Boese

### Sceneggiatore
- La canzone del sole, regia di Max Neufeld (1934)
- L'aria del continente, regia di Gennaro Righelli (1936)
- Amazzoni bianche, regia di Gennaro Righelli (1936)
- Maddalena... zero in condotta, regia di Vittorio De Sica (1940)
- L'isola del sogno, regia di Ernesto Remani (1947)

### Direttore di produzione
- Il signor Max, regia di Mario Camerini (1937)
- I due misantropi, regia di Amleto Palermi (1937)
- Le due madri, regia di Amleto Palermi (1938)
- Castelli in aria, regia di Augusto Genina (1939)
- I grandi magazzini, regia di Mario Camerini (1939)
- Una moglie in pericolo, regia di Max Neufeld (1939) - dir. produzione e sceneggiatura
- Ho visto brillare le stelle, regia di Enrico Guazzoni (1939)
- Antonio Meucci, regia di Enrico Guazzoni (1940)
- La fanciulla di Portici, regia di Mario Bonnard (1940) - dir. produzione e sceneggiatura
- Buongiorno, Madrid!, regia di Max Neufeld e Gian Maria Cominetti (1942)
- Il matrimonio segreto, regia di Camillo Mastrocinque (1943) - dir. produzione e sceneggiatura
- Una parigina a Roma, regia di Erich Kobler (1954)

### Produttore
- Cercasi modella, regia di Emmerich Wojtek Emo (1933)
- Paprika, regia di Carl Boese (1934)
- Partire, regia di Amleto Palermi (1938)
- Solo per te, regia di Carmine Gallone (1938)
- La figlia del mendicante, regia di Carlo Campogalliani (1950)
- I sette nani alla riscossa, regia di Paolo William Tamburella (1951)
- Il moschettiere fantasma, regia di Max Calandri (1952)